# 边王后
邊王后（？—？），西秦武元王乞伏乾归的第一任王后。
建义四年（388年）七月，乞伏乾归的兄长西秦宣烈王乞伏国仁去世后，乞伏乾归继承王位，立妻子边氏为王后。史书对边王后的记载很少。她可能是乞伏乾归的继承人文昭王乞伏炽磐的生母。太初七年（394年）六月，乞伏乾归娶了前秦皇帝苻登的妹妹东平公主为王后。之后，前秦灭亡，苻王后被废黜，边王后被重新立为王后。太初十三年（400年）八月，西秦被后秦吞并；更始元年（409年）十月，乞伏乾归复国，还是立边氏为王后。